# Foz do Iguaçu
Pour les articles homonymes, voir Foz.
Foz do Iguaçu, littéralement « Embouchure d'Iguaçu », est la quatrième plus grande ville de l'État du Paraná au Brésil et la douzième de toute la région sud-est du pays.

## Géographie
Elle est située à plus de 600 km à l'ouest de la capitale de l'état, Curitiba, à la confluence du Rio Iguaçu et du Rio Paraná, celui-ci marque la frontière avec le Paraguay, tandis que celui-la fait de même avec l'Argentine. La communication entre les deux rives du Rio Paraná se fait par un pont, le « pont international de l'Amitié » qui relie la ville à sa voisine paraguayen Ciudad del Este. Un deuxième ouvrage au sud de la ville, le « pont international de la Fraternité » permet de franchir le Rio Iguaçu et atteindre la ville argentine Puerto Iguazú.

## Démographie
Elle a une population de 255 718 habitants (y compris la localité voisine de Santa Terezinha de Itaipu).

## Économie et Tourisme
La ville est une des plus visitées par les touristes au Brésil. La plupart d'entre eux sont Brésiliens et Argentins, mais on rencontre également beaucoup d'Américains, d'Allemands, d'Italiens, de Français, de Portugais, d'Espagnols, de Japonais et de Chinois. La ville est équipée de plus de 100 hôtels et pousadas.
Les attractions de la ville sont nombreuses :
- Les Chutes d'Iguaçu (grandes comme 3 fois celles du Niagara[réf. nécessaire]) situées à 18 km en amont du fleuve homonyme.
- Le Parc national d'Iguaçu.
- Le Barrage d'Itaipu, sur le Rio Paraná.
- Tríplice Fronteira (Triple frontière), tripoint entre les frontières argentine, brésilienne et paraguayenne.
- La mosquée Omar Ibn Al-Khatab, la plus grande en dehors des pays musulmans[réf. nécessaire] (due à l'importante diaspora libanaise sunnite de la ville).
- Le Parc des Oiseaux (Parque das Aves), rassemblant une grande collection d'oiseaux sauvages.
- Le "Bosque Guarani", qui est le zoo de la ville.

Le préfixe téléphonique (DDD) de Foz do Iguaçu est le 45  et celui du Brésil est 55. Il faut donc composer le 00 55 45 pour appeler vers Foz do Iguaçu à partir de l'étranger.

## Culture
La région qui fait aujourd'hui partie de Foz do Iguaçu est décrite par Álvar Núñez Cabeza de Vaca dans son journal, qui relate son expérience au début de la colonisation européenne en Amérique. Dans la littérature contemporaine, l'un des quartiers de la ville apparaît de manière subjective dans l'œuvre de l'écrivain Leonid R. Bózio, qui raconte dans le livre Tempos Sombrios de la série Autofagia le mysticisme local à travers la figure du Pombero, créature de la mythologie guarani.

## Personnalités
- Pepê (1997-), footballeur brésilien
- Fabiano Beltrame (1982-), footballeur brésilien